# Simay–Holczer-kastély
A Simay–Holczer-kastély a Székesfehérvárhoz tartozó Kisfaludon található.
A kastélyt az 1900-as években építették, romantikus stílusban. Feltehetőleg Adamek Ferenc mérnök tervezte. 1945 után termelőszövetkezeti tulajdonba került. Parkját ekkor számolták fel. A kastély utolsó tulajdonosa Simay Lajos volt, aki Ausztriába menekült a háborút követő üldöztetések elől, feleségét, Rezi Rózsát hátrahagyva, akit az ÁVH-sok elfogtak, és vagyonától megfosztva válásra kényszerítettek. Simay Lajos vissza akarta igényelni az államtól kastélyát, és egyéb elvett ingatlanait, de azok igazolására nem tudott felmutatni hivatalos iratokat, mivel feleségétől azokat elkobozták annak idején. Jelenleg az épület üresen áll.
A kastély előtti kertben látható obeliszk körül szovjet katonai temető fekszik.